# Dirk Humalda
Dirk Humalda (Oostrum, 8 januari 1894 – Veenwouden, 3 februari 1981) was een Nederlands politicus van de CHU.
Hij werd geboren in de toenmalige Friese gemeente Oostdongeradeel als zoon van Frans Humalda (*1857, arbeider) en Trijntje de Boer (*1863). Hij ging naar de net opgerichte Christelijke Kweekschool in Dokkum en behoorde tot de eerste tien leerlingen die in 1912 slaagden voor het eindexamen. Hij was daarna onderwijzer op lagere scholen en behaalde de akte voor hoofdonderwijzer en enkele talen. Humalda ging lesgeven op een ulo in Dokkum en werd in 1929 docent moderne talen op de kweekschool aldaar waar hijzelf was opgeleid.
Tijdens de Tweede Wereldoorlog was hij betrokken bij het verzet en moest onderduiken. In 1945 was hij de 'uitgever' van het gestencilde verzetblad De Noordfries.
Na de bevrijding sloot hij zich aan bij het Militair Gezag en was hij in de rang van majoor enige tijd militair commissaris van het district Friesland-Noord. Humalda was weer docent bij de Christelijke Kweekschool in Dokkum voor hij in april 1946 burgemeester werd van de gemeente Hemelumer Oldephaert en Noordwolde (in 1956 hernoemd tot 'Hemelumer Oldeferd'). Een maand later werd hij voor de CHU verkozen tot lid van de Provinciale Staten van Friesland, wat hij tot 1958 bleef. Hij ging in februari 1959 als burgemeester met pensioen waarna hij verhuisde naar De Bilt.
Humalda overleed in 1981 op 87-jarige leeftijd.